# Lien Phillip
Pour les personnes ayant le même patronyme, voir Phillip.
Lien Phillip, né le 25 octobre 1989,  est un joueur de basket-ball professionnel de nationalité grenadienne. Il mesure 2,03 m.

## Biographie
Meilleur rebondeur de Pro B lors de la saison 2019-2020 (8,2 rebonds de moyenne par match), Lien Phillip signe en juin 2020 pour une saison supplémentaire au SQBB,.
Il rejoint les Béliers de Kemper - UJAP 1984 pour la saison 2021-2022. Après une saison à Quimper, l'international grenadien s'engage du côté de Lille pour une saison. L'été suivant, il reste dans le Nord de la France mais signe à Denain Voltaire.